# Promethes philippinensis
Promethes philippinensis är en stekelart som beskrevs av Baltazar 1955. Promethes philippinensis ingår i släktet Promethes och familjen brokparasitsteklar. Inga underarter finns listade i Catalogue of Life.